# Eremias acutirostris
Eremias acutirostris е вид влечуго от семейство Гущерови (Lacertidae).

## Разпространение
Видът е разпространен в Източен Иран, Южен Афганистан и Пакистан.